# Jorge Claros
Jorge Aarón Claros Juárez (La Ceiba, 8 januari 1986) is een Hondurees voormalig voetballer die doorgaans speelde als middenvelder. Tussen 2005 en 2021 was hij actief voor Motagua, Hibernian, Sporting Kansas City, Qingdao Jonoon, Alajuelense, Real España en Real Sociedad. Claros maakte in 2006 zijn debuut in het Hondurees voetbalelftal en kwam uiteindelijk tot vijfentachtig interlandoptredens.

## Clubcarrière
Claros begon zijn carrière bij Vida en in 2005 stapte de middenvelder over naar Motagua. In januari 2012 was hij op proef bij het Schotse Rangers FC. Later ging hij tevens op proef bij Hibernian, waarvoor hij op 31 januari van dat jaar een huurverbintenis tekende. Hij bereikte de finale van de Scottish Cup, maar die werd met 5–1 verloren van Heart of Midlothian en Claros werd al in de eerste helft gewisseld. In januari van het jaar erna werd de verhuurverbintenis verlengd tot medio 2013. Hierna keerde de Hondurees terug naar Motagua. In 2014 verkaste hij naar Sporting Kansas City. Een jaar en acht competitieoptredens verder werd Qingdao Jonoon zijn nieuwe werkgever. In januari 2016 werd Claros ingelijfd door Alajuelense. Voor de derde maal op rij bleef de Hondurees een jaar bij zijn club. Real España haalde de middenvelder drieënhalf jaar na zijn vertrek terug naar Honduras. In januari 2021 verkaste de middenvelder naar Real Sociedad. Een half jaar later besloot Claros op vijfendertigjarige leeftijd een punt te zetten achter zijn actieve loopbaan.

## Interlandcarrière
Claros debuteerde in het Hondurees voetbalelftal op 16 augustus 2006. Op die dag werd een vriendschappelijke wedstrijd tegen Venezuela met 0–0 gelijkgespeeld. De middenvelder begon op de bank en mocht in de tweede helft invallen voor Hendry Thomas. Op 6 mei 2014 maakte bondscoach Luis Fernando Suárez bekend Claros mee te zullen naar het wereldkampioenschap in Brazilië. Op het WK speelde hij mee tegen zowel Frankrijk, Ecuador als Zwitserland. Alle drie de groepsduels gingen verloren en Honduras strandde in de eerste ronde.